# Maison de la rue de Ploubazlanec
La maison de la rue de Ploubazlanec est située sur la commune de Paimpol en France.

## Localisation
La maison est située sur la commune de Paimpol dans le département des Côtes-d'Armor, dans la région Bretagne.

## Historique
La maison est inscrite partiellement au titre des monuments historiques par arrêté du 22 mars 1930.

## Protection
Éléments protégés : les façades et toitures.

## Galerie

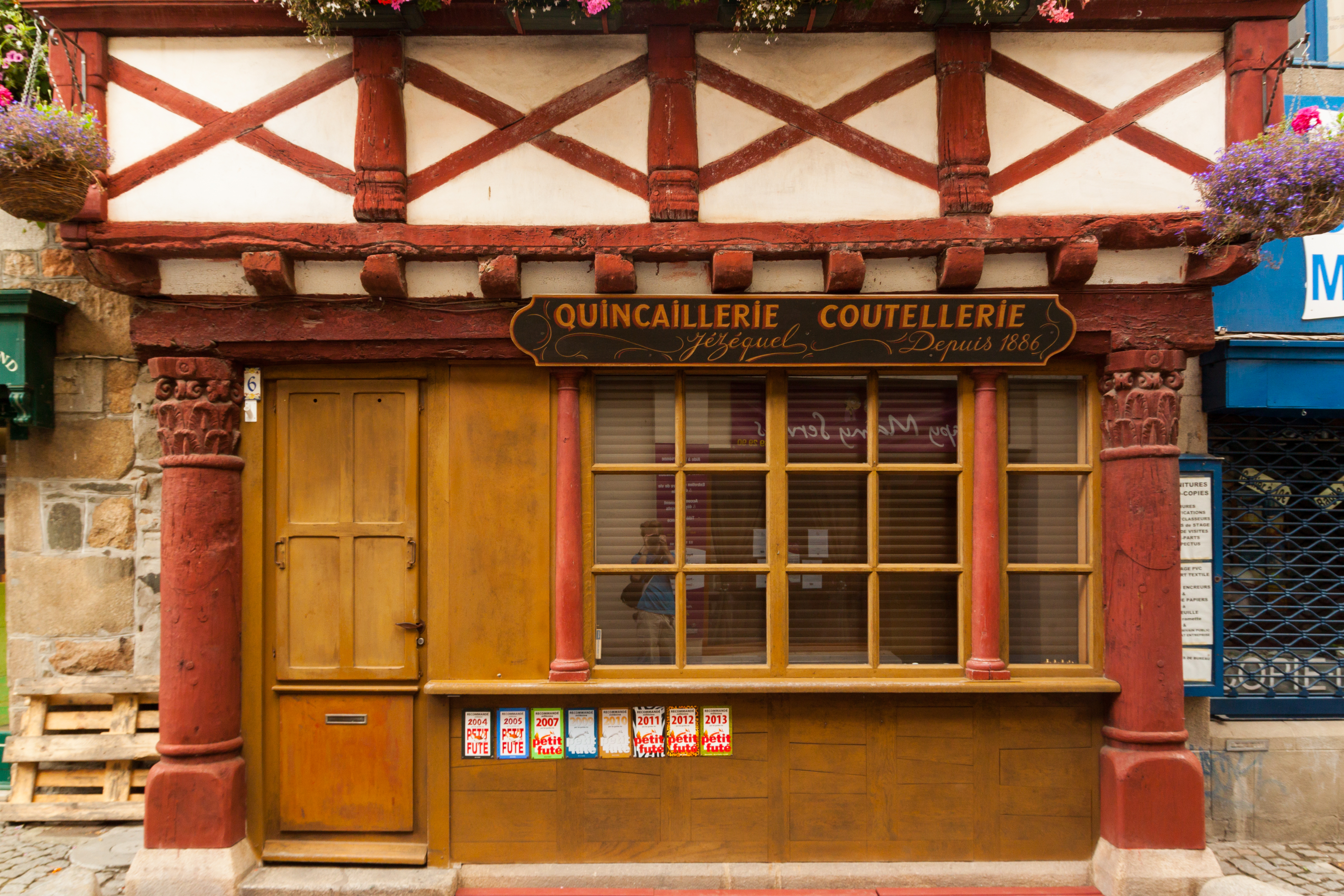
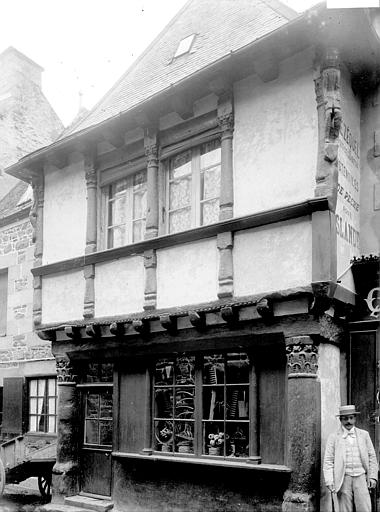
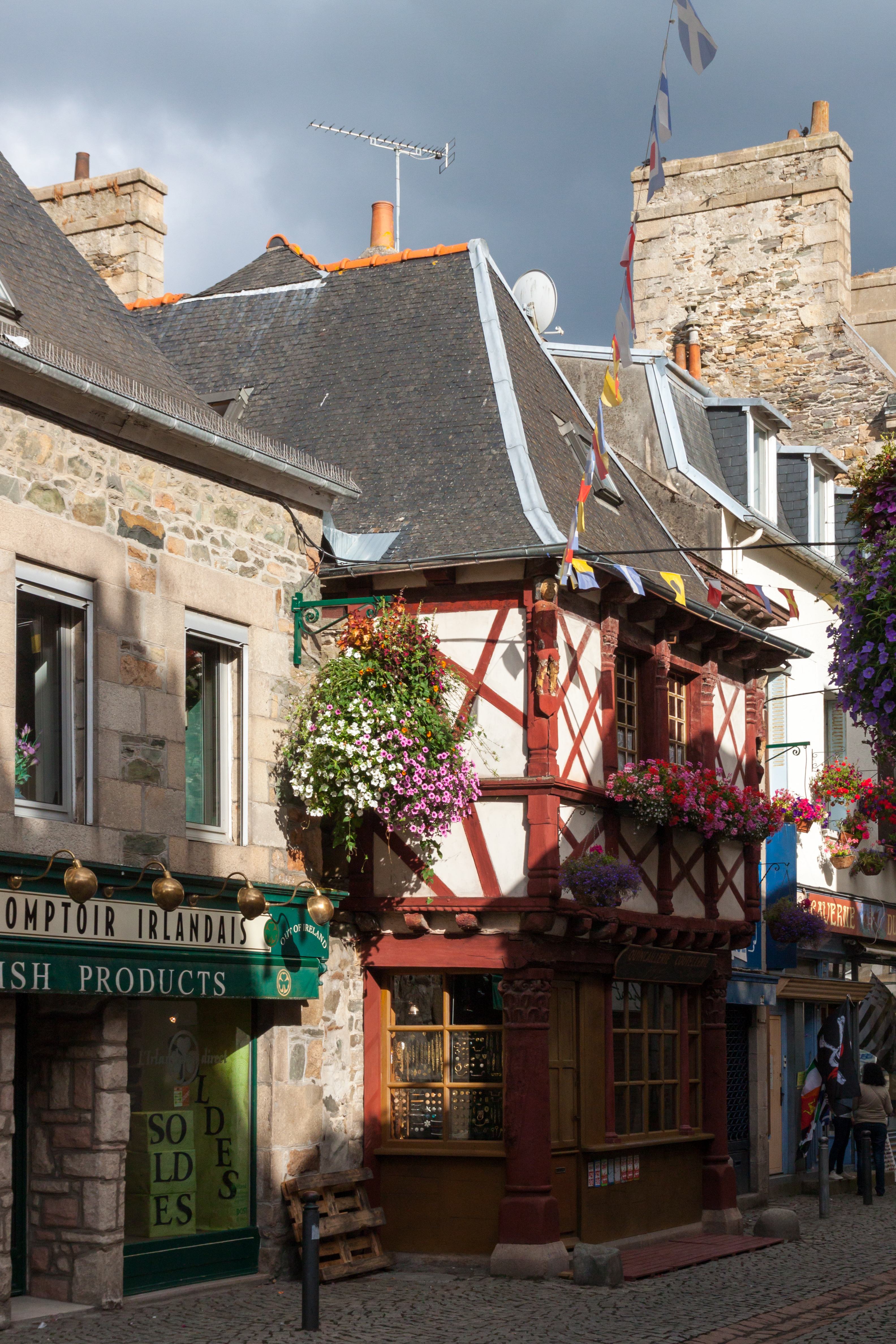